# تشارلز كلارك ستيفنسون
تشارلز كلارك ستيفنسون (بالإنجليزية Charles Clark Stevenson) وهو سياسي أمريكي ينتمي إلى الحزب الجمهوري يعد ستيفنسون الحاكم الخامس من حكام ولاية نيفادا الأمريكية. ولد تشارلز كلارك ستيفنسون في 20 شباط - فبراير من سنة 1826 في بلدة فيلبس بولاية نيويورك. في سنة 1859 انتقل ستيفنسون إلى ولاية نيفادا وعمل في مجال التعدين. شغل تشارلز كلارك ستيفنسون منصب حاكم على ولاية نيفادا في 3 كانون الثاني من سنة 1887 وقد شغل ستيفنسون هذا المنصب إلى وفاته قي 21 أيلول - سبتمبر من سنة 1890 في ولاية نيفادا.